# Dave Belam
David Martin „Dave“ Belam (* 7. Januar 1968 in Hanover; † November 2021) war ein britischer Skilangläufer. 

## Werdegang
Belam nahm als Mitglied der British Army ab Ende der 1980er bis 1994 an Rennen des Skilanglauf-Weltcups teil. Dabei erreichte er keine Platzierungen in den Punkterängen. Bei den nordischen Skiweltmeisterschaften 1991 im Val di Fiemme kam er auf den 68. Platz über 15 km Freistil, jeweils auf den 52. Platz 10 km klassisch und 30 km klassisch sowie auf den 17. Platz mit der Staffel. Bei seinen ersten Olympischen Winterspielen im Februar 1992 in Albertville nahm er an vier Rennen teil. Dabei lief er auf den 61. Platz über 10 km klassisch, auf den 57. Rang in der Verfolgung, auf den 56. Platz über 30 km klassisch und auf den 53. Platz über 50 km Freistil. Seine besten Ergebnisse bei den nordischen Skiweltmeisterschaften im folgenden Jahr in Falun waren der 57. Platz über 30 km klassisch und der 20. Rang mit der Staffel. Letztmals international startete er bei den Olympischen Winterspielen 1994 in Lillehammer. Dort belegte er den 68. Platz über 10 km klassisch, den 63. Rang in der Verfolgung und den 60. Platz über 30 km Freistil. Im November 2021 starb er nach einer schweren Krankheit.

## Teilnahmen an Weltmeisterschaften und Olympischen Winterspielen

### Olympische Spiele
- 1992 Albertville: 53. Platz 50 km Freistil, 56. Platz 30 km klassisch, 57. Platz 15 km Verfolgung, 61. Platz 10 km klassisch
- 1994 Lillehammer: 60. Platz 30 km Freistil, 63. Platz 15 km Verfolgung, 68. Platz 10 km klassisch

### Nordische Skiweltmeisterschaften
- 1991 Val di Fiemme: 17. Platz Staffel, 52. Platz 10 km klassisch, 52. Platz 30 km klassisch, 68. Platz 15 km Freistil
- 1993 Falun: 20. Platz Staffel, 57. Platz 30 km klassisch, 64. Platz 15 km Verfolgung, 66. Platz 10 km klassisch